# 安平町
安平町（あびらちょう）は、北海道の胆振管内（いぶり）／勇払郡にあり、2006年（平成18年）に早来町（はやきた）と追分町が合併して新設された町である。

## 地理
胆振地方管内の北東部に位置し、勇払平野から夕張山地・馬追丘陵へと続く丘陵地である。南西は遠浅川で苫小牧市と隔てられ、北西は千歳市、北から東へは由仁町、南東は厚真町に接する。安平川が町の中心部を流れている。太平洋に近い南部は海洋性の気候で、一年を通して温暖である。北部は内陸性の気候で、夏は気温が高く、冬は厳しい寒さとなる。積雪量は共に少ない。
- 山 : 熊ノ頭山(155m)、シアビラヌプリ(364m)
- 河川 : 安平川
- 湖沼 : 瑞穂貯水池

### 隣接している自治体
- 胆振総合振興局 : 苫小牧市、厚真町
- 石狩振興局 : 千歳市
- 空知総合振興局 : 由仁町

## 町名の由来
早来町と追分町の合併に際し、新町名は「旧町名は使用せず、新たな名称を定める」「早来町及び追分町の町民から公募し、行財政小委員会で検討・選考し、協議会（引用注：合併協議会）で決定する」方針とされ、2004年（平成16年）10月5日から11月1日にかけ、新町名の作品を募集する第1次募集を両町民に行った（応募者総数387人、応募作品285点）。
その後、合併協議会にて全候補の中から協議会委員が各3点を選び、その上位となった11案に絞りこんだ上で、合併協議会にて2次募集にかける3案へ絞り込む第1次選考が行われた。内容は次の通り。
| 第1次選考作品                 | よみ                   | 2次募集 選出       |
| ----------------------------- | ---------------------- | ------------------ |
| 安平町                        | あびらちょう           | 選出               |
| 早追町（または はやおい町）   | はやおいちょう         |                    |
| 東胆振町（または 東いぶり町） | ひがしいぶりちょう     |                    |
| 胆東町                        | たんとうちょう         |                    |
| 東千歳町（または 東ちとせ町） | ひがしちとせちょう     | 選出（東ちとせ町） |
| 新安平町（または 新あびら町） | しんあびらちょう       | 選出（新安平町）   |
| 平安町                        | へいあんちょう（まち） |                    |
| 幸来町                        | さっくるちょう         |                    |
| 新千歳町                      | しんちとせちょう       |                    |
| 和来町                        | わきちょう             |                    |
| 勇払町                        | ゆうふつちょう         |                    |

結果「東ちとせ町」「安平町」「新あびら町」の3案が選出され、同年12月1日から15日までにかけ、両町民に対しいずれが良いかを選ぶ第2次募集が行われた（応募者総数988件、うち有効票946件）。その結果、最大得票であった「安平町」が採用されることとなった。内訳は次の通り。
| 番号 | 候補       | 応募件数 |
| ---- | ---------- | -------- |
| 1    | 東ちとせ町 | 338      |
| 2    | 安平町     | 438      |
| 3    | 新安平町   | 170      |
|      | （無効票） | 42       |

## 歴史

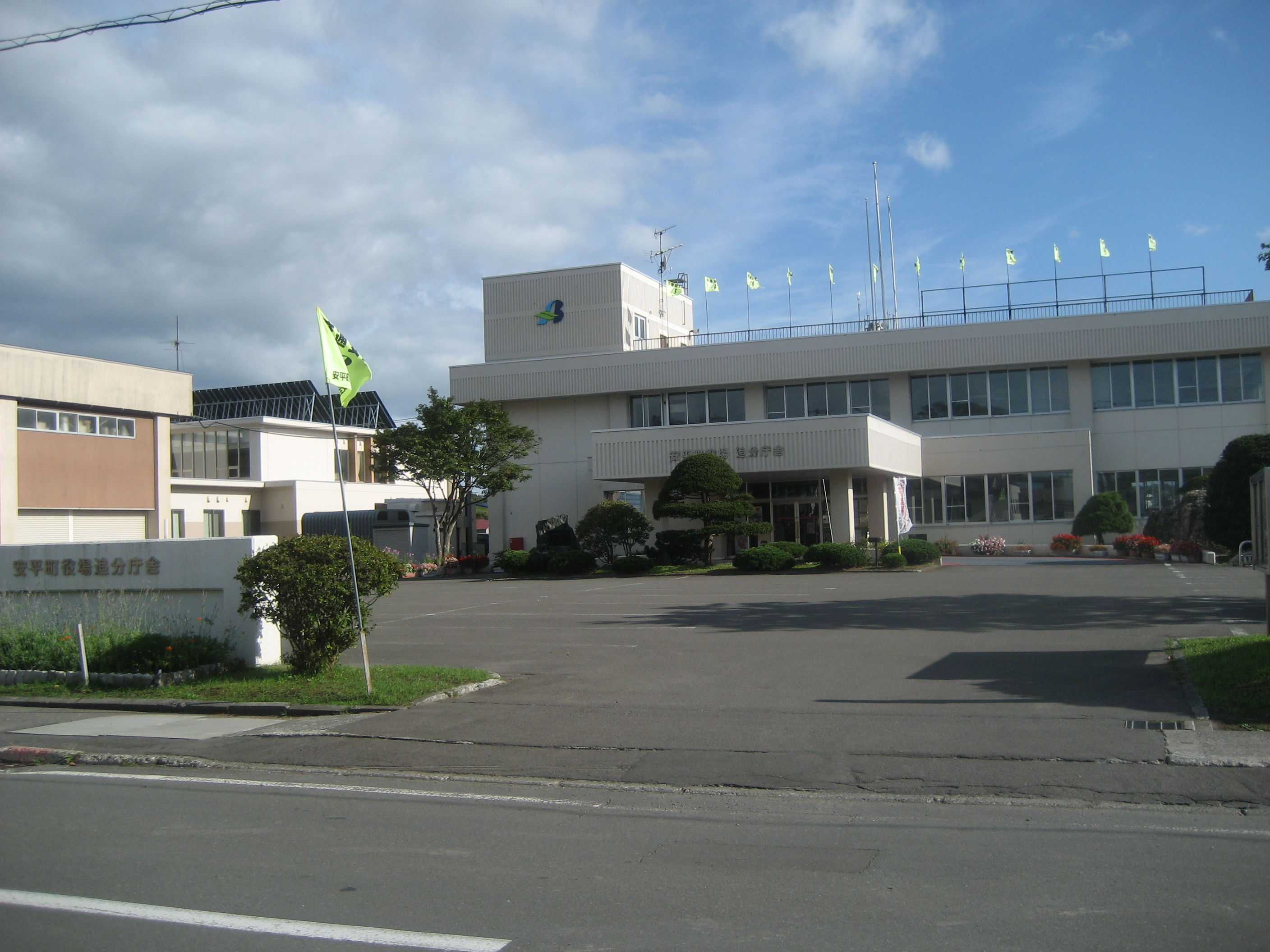
安平町役場追分庁舎（旧追分町役場）

- 1900年（明治33年）: 安平戸長役場を設置。
- 1900年（明治35年）: 安平町鹿公園の開設。
- 1906年（明治41年）: 二級町村制施行、安平村に。
- 1923年（大正12年）: 一級町村制施行。
- 1952年（昭和27年）: 安平村から追分村が分村。
- 1953年（昭和28年）: 追分村が町制施行。
- 1954年（昭和29年）: 安平村が早来村に改称。
- 1957年（昭和32年）: 早来村が町制施行。
- 2006年（平成18年）: 早来町と追分町が合併、安平町が新設。
- 2018年（平成30年）: 北海道胆振東部地震が発生、安平町内では最大で震度6強を観測[5]。

## 経済

### 産業
農業が基幹産業。特に遠浅地区での乳牛生産は有名で、ここで改良された牛は全国へと送り出されている。メロンも特産で、「アサヒメロン」のブランド名で知られる。また、早来源武のノーザンファームなど競走馬生産も盛ん。中央競馬で活躍し、種牡馬としても多くの産駒を送り出したマルゼンスキーや、悲劇の事故が原因で死亡したテンポイント（同馬の墓が同町内に設置されている）、また2005年（平成17年）に三冠を達成したディープインパクトもこの町で生産された。一方で新千歳空港や苫小牧東部工業地域に近接していることから、工業誘致にも積極的である。

### 立地企業
- アイリスオーヤマ株式会社 北海道工場
- ソフトバンク苫東安平ソーラーパーク
- 大山春雪さぶーる株式会社[6] 早来工場（旧・雪印食品株式会社 北海道工場）
- 株式会社北海道畜産公社 早来工場（ホクレングループ）

### 農協
- とまこまい広域農業協同組合（JAとまこまい広域）
  - 早来支所
  - 追分支所

### 郵便局
- 早来雪だるま郵便局（集配局、059-15xx地域）
- 追分郵便局（集配局、059-19xx地域）
- 遠浅郵便局（集配局、059-14xx地域）
- 安平郵便局

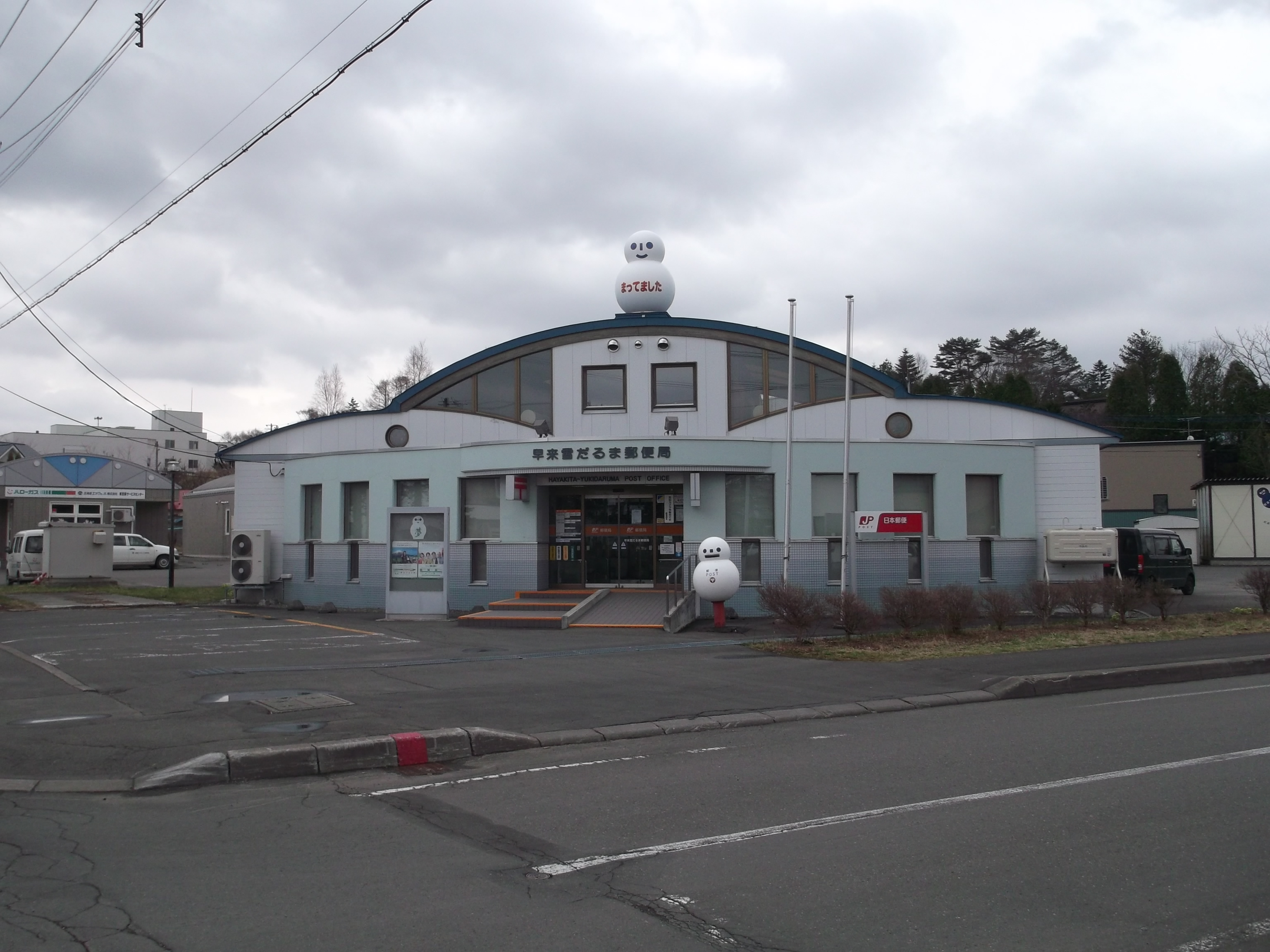
早来雪だるま郵便局
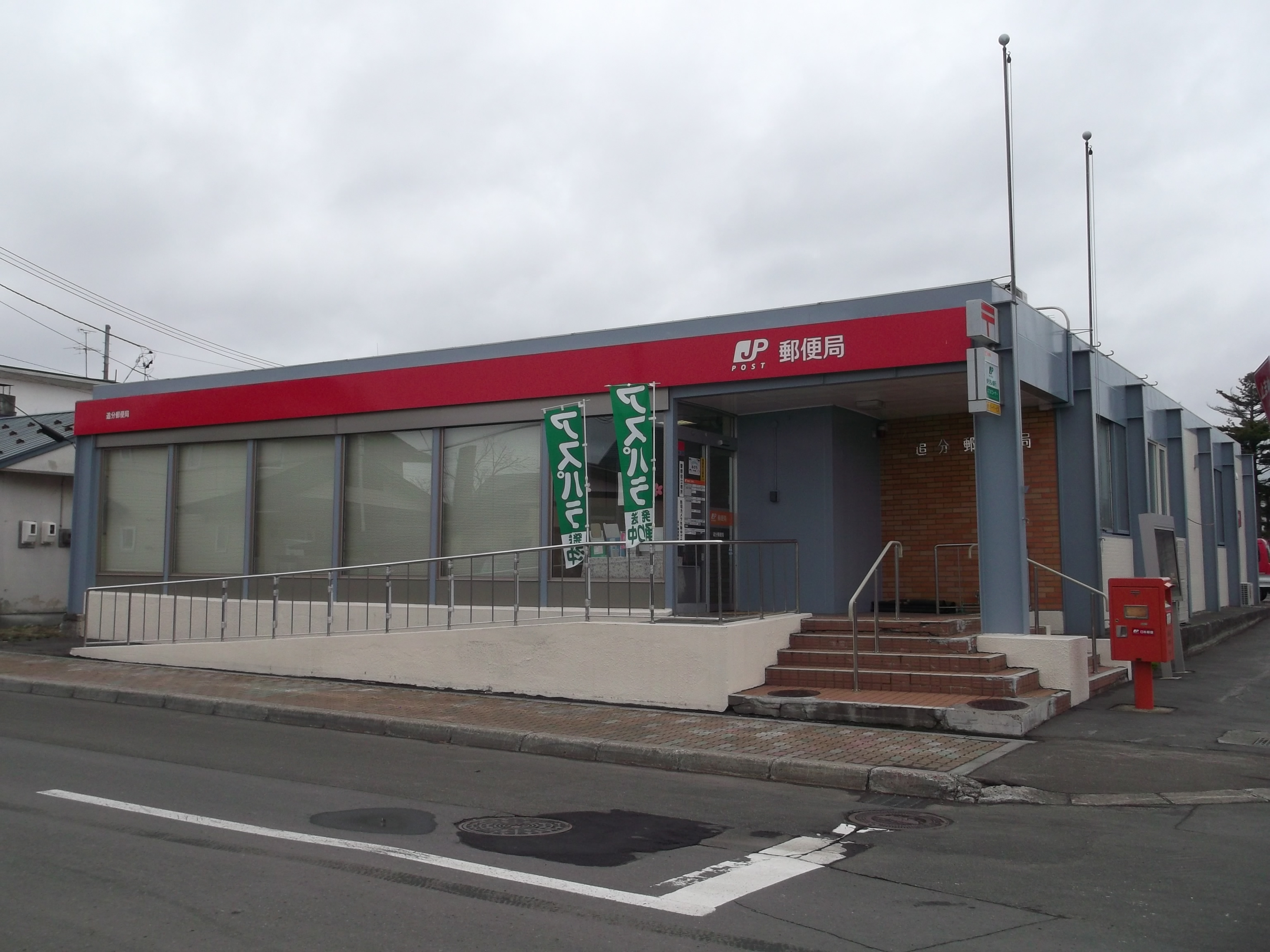
追分郵便局

### 金融機関
- 北海道銀行早来支店
  - 同銀行追分支店は、2025年（令和7年）9月16日に早来支店に移転させて、追分郵便局には共同窓口および北海道銀行のATMを設置する[7]。
- JAバンク北海道（北海道信用農業協同組合連合会）JAとまこまい広域
  - 早来支所
  - 追分支所

※かつては北央信用組合早来支店が存在したが、2020年（令和2年）10月9日をもって閉店した。

### 宅配便
- ヤマト運輸：千歳主管支店旭ケ丘センター（千歳市）
- 佐川急便：苫小牧営業所（苫小牧市）

## 公共機関

### 警察
- 北海道札幌方面苫小牧警察署
  - 早来駐在所
  - 追分駐在所
  - 安平駐在所
  - 遠浅駐在所

### 消防
- 胆振東部消防組合消防本部
  - 安平支署
    - 追分出張所

## 地域

### 人口
| |                                        |  |
| 安平町と全国の年齢別人口分布（2005年） | 安平町の年齢・男女別人口分布（2005年） |  |
| ■紫色 ― 安平町 ■緑色 ― 日本全国 | ■青色 ― 男性 ■赤色 ― 女性              |  |
| 安平町（に相当する地域）の人口の推移 \| 1970年（昭和45年） \| 12,242人 \| \| \| 1975年（昭和50年） \| 11,633人 \| \| \| 1980年（昭和55年） \| 11,258人 \| \| \| 1985年（昭和60年） \| 10,526人 \| \| \| 1990年（平成2年） \| 9,519人 \| \| \| 1995年（平成7年） \| 9,484人 \| \| \| 2000年（平成12年） \| 9,438人 \| \| \| 2005年（平成17年） \| 9,131人 \| \| \| 2010年（平成22年） \| 8,719人 \| \| \| 2015年（平成27年） \| 8,148人 \| \| \| 2020年（令和2年） \| 7,340人 \| \| |                                        |  |
| 総務省統計局 国勢調査より |                                        |  |
| 1970年（昭和45年） | 12,242人                               |  |
| 1975年（昭和50年） | 11,633人                               |  |
| 1980年（昭和55年） | 11,258人                               |  |
| 1985年（昭和60年） | 10,526人                               |  |
| 1990年（平成2年） | 9,519人                                |  |
| 1995年（平成7年） | 9,484人                                |  |
| 2000年（平成12年） | 9,438人                                |  |
| 2005年（平成17年） | 9,131人                                |  |
| 2010年（平成22年） | 8,719人                                |  |
| 2015年（平成27年） | 8,148人                                |  |
| 2020年（令和2年） | 7,340人                                |  |

### 教育

#### 現行の学校
- 高等学校
  - 北海道追分高等学校（道立）
- 中学校
  - 安平町立追分中学校
- 小学校
  - 安平町立追分小学校
- 義務教育学校
  - 安平町立早来学園[8]
- こども園
  - （福）追分福祉会おいわけ子ども園（公私連携）
  - （学）リズム学園はやきた子ども園（公私連携）

#### 廃止された学校
- 中学校
  - 早来町立瑞穂中学校（1973年（昭和48年）閉校）
  - 早来町立安平中学校（1973年（昭和48年）閉校）
  - 早来町立遠浅中学校（1973年（昭和48年）閉校）
  - 安平町立早来中学校（2023年（令和5年）閉校）[8]
- 小学校
  - 早来町立守田小学校（1980年（昭和55年）閉校）
  - 早来町立瑞穂小学校（1990年（平成2年）閉校）
  - 追分町立本安平小学校（1992年（平成4年）閉校）[9]
  - 安平町立富岡小学校（2012年（平成24年）閉校）
  - 安平町立安平小学校（2023年（令和5年）閉校）[8]
  - 安平町立遠浅小学校（2023年（令和5年）閉校）[8]
  - 安平町立早来小学校（2023年（令和5年）閉校）[8]

### エリア放送
安平町は、地上一般放送局の免許を取得しあびらチャンネルとしてエリア放送を実施している。ワンセグのみではなくフルセグとしても放送している。

## 交通

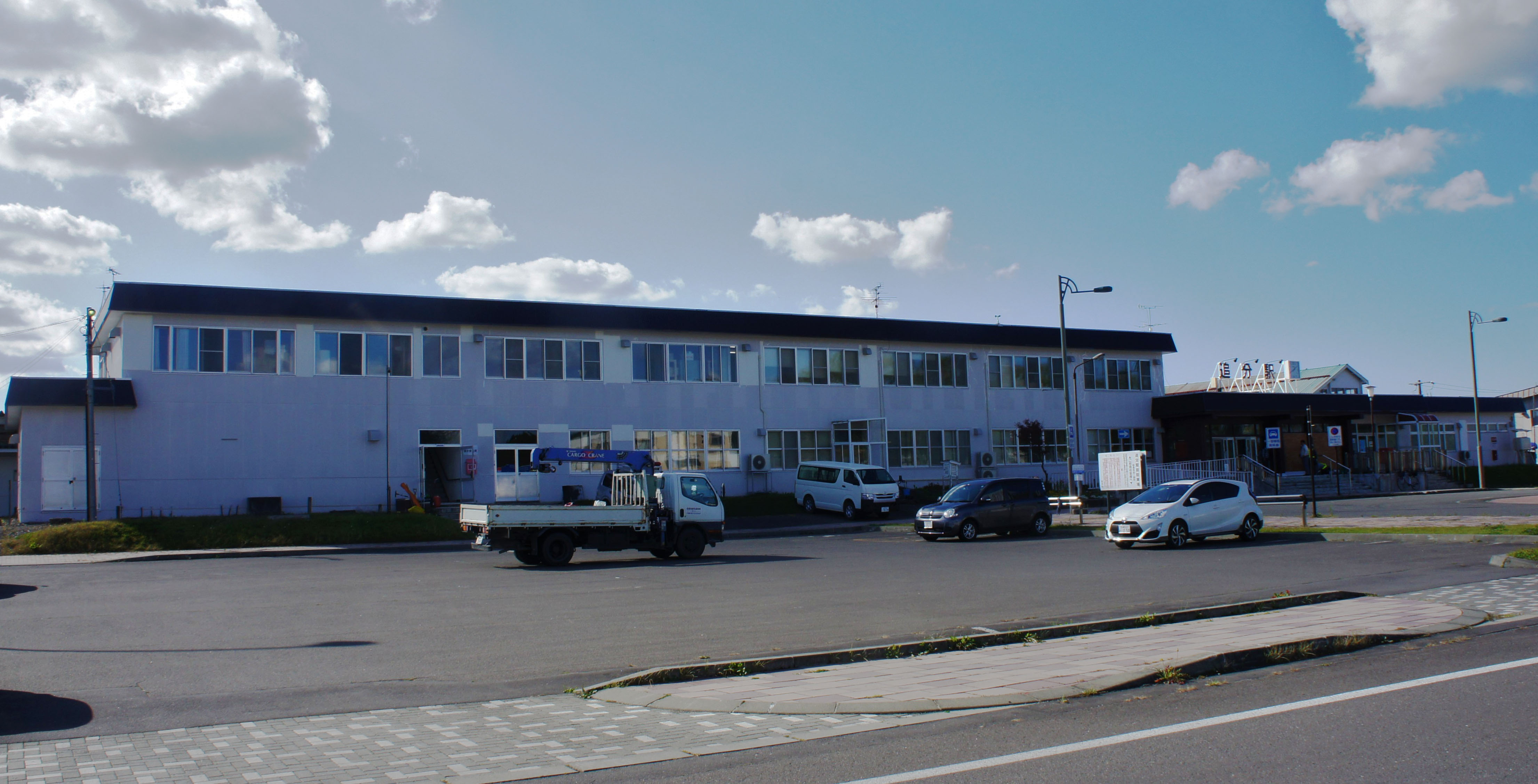
追分駅

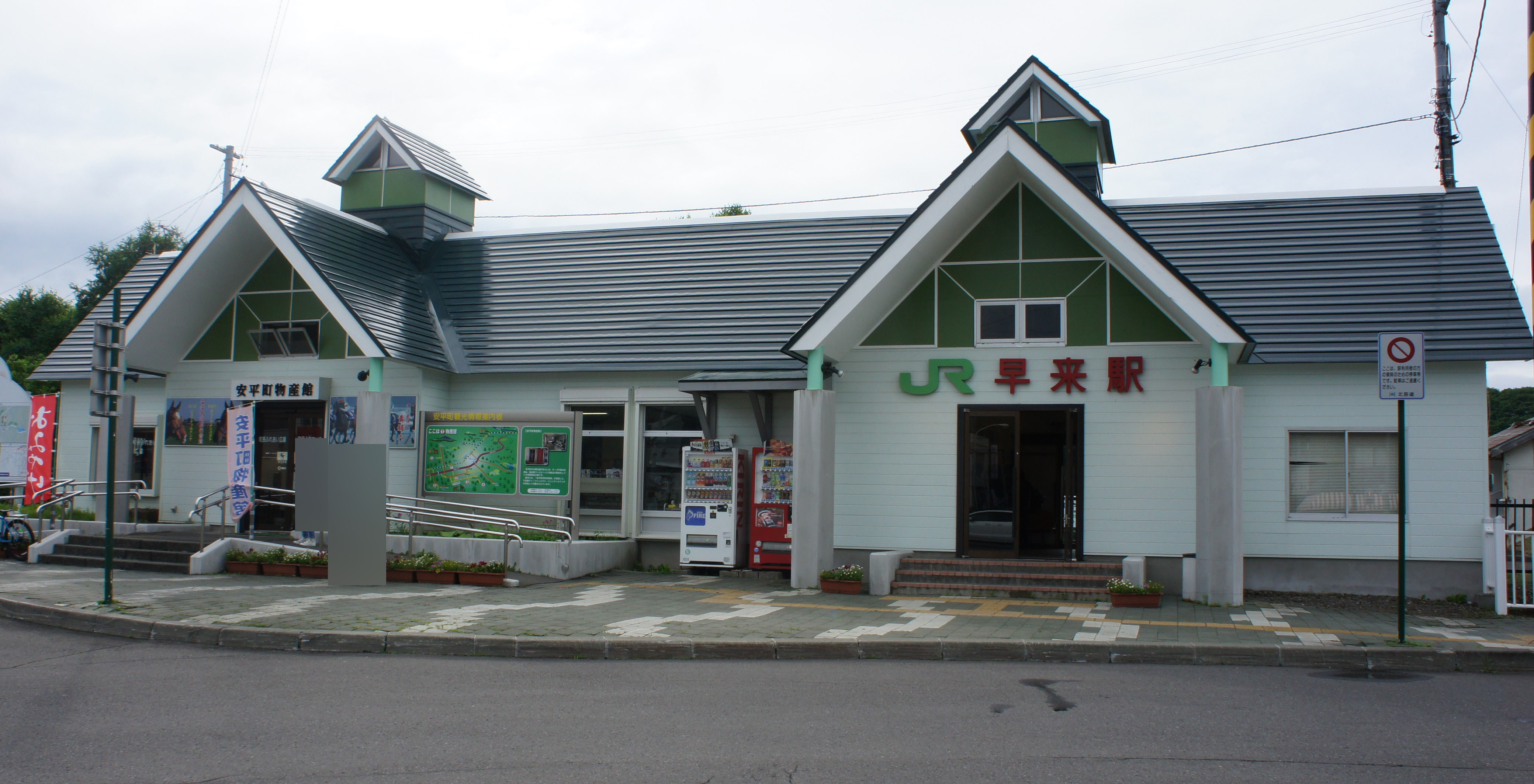
早来駅

### 空港
- 新千歳空港（千歳市）が近い。

### 鉄道
- 北海道旅客鉄道（JR北海道）
  - 室蘭本線 : 遠浅駅 - 早来駅 - 安平駅 - 追分駅
  - 石勝線：追分駅
    - 石勝線はかつて、追分駅の隣に東追分駅が存在したが、2016年（平成28年）3月26日のダイヤ改正時に旅客扱いが廃止され、信号場となった[11][12]。
- かつては、早来駅から早来鉄道が厚真町に延びていた。

### バス
- あつまバス
- 道南バス

### タクシー
- 早来ハイヤー
- 追分ハイヤー

### 道路
- 高速道路
  - 道東自動車道 : 追分町IC
- 一般国道
  - 国道234号
- 都道府県道
  - 北海道道10号千歳鵡川線
  - 北海道道226号舞鶴追分線
  - 北海道道235号上幌内早来停車場線
  - 北海道道258号早来千歳線
  - 北海道道290号追分停車場線
  - 北海道道462号川端追分線
  - 北海道道482号豊川遠浅停車場線
  - 北海道道576号瑞穂安平停車場線
  - 北海道道933号北進平取線

## 名所・旧跡・観光スポット・祭事・催事

### 安平町指定文化財
出典：北海道市町村指定文化財一覧

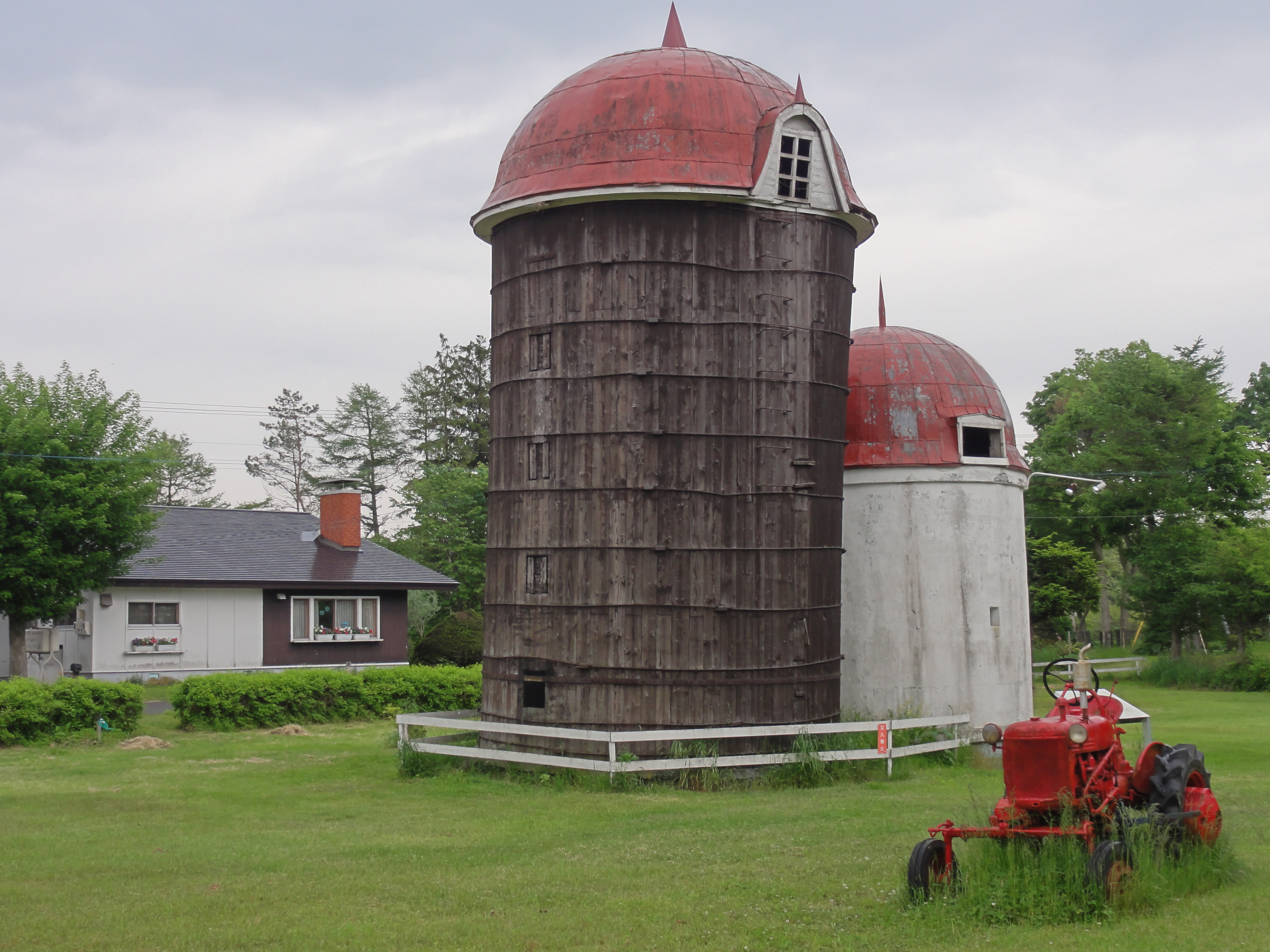
日本最古の木製サイロ（2015年に解体）

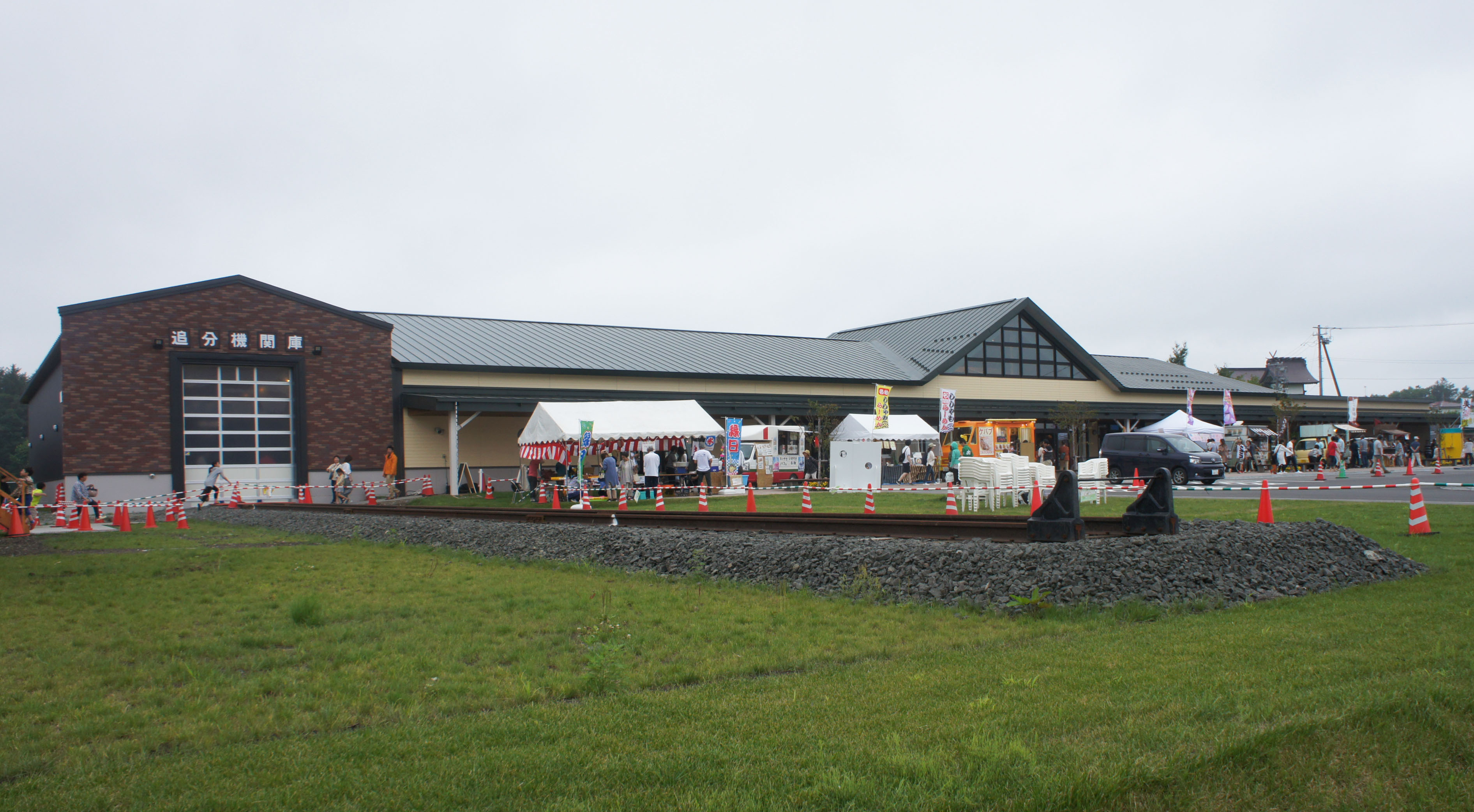
道の駅あびらD51ステーション

- 木造サイロ - 老朽化が進み倒壊の恐れがあるため2015年に文化財指定が解除され解体[14]。
- 「道の駅あびら D51ステーション」内（鉄道資料館を移転・併設）[15]
  - 蒸気機関車D51-320号機 - 鉄道資料館
  - 蒸気機関車D51-241号機ナンバープレート - 鉄道資料館
  - 1890年代の軌道レール - 鉄道資料館
- 小型消防ポンプ車 - 安平消防支署追分出張所
- 火災消火椀用ポンプ - 安平消防支署追分出張所
- 消防半鐘 - 安平消防支署追分出張所
- 石倉 2件
- 勇払電灯株式会社の跡
- 開拓の碑（早来町開基の地） - 早来富岡
- 水田発祥の地（記念碑） - 安平
- 開拓記念碑 - 早来瑞穂
- 開拓の碑 - 早来緑丘
- 記念碑 - 早来北進
- 名馬テンポイントここに眠る（記念碑）
- チーズ発祥の地（記念碑）
- 灌漑溝記念碑
- 明春辺灌漑溝記念碑
- 教育発祥の地 - 1893年（明治26年）、町の有志により寺小屋方式による教育が始まった場所。
- 学校施設建設の地
- 北海道炭鉱鉄道骸炭所（コークス工場跡）
- 追分機関区跡地
- 日本初の保健保安林として指定。（安平町鹿公園周辺）
- 郵便局の始まりの地 - 1896年（明治29年）、現在のJA追分支所の付近に追分郵便局が開設された場所。
- ニレの大木 - 追分ファーム
- 富士酒造合名会社の跡

### 観光
- 安平町鹿公園
- せいこドーム - 橋本聖子の活躍を記念して建設された体育施設
- 鶴の湯温泉
- 鉄道資料館[16] - 11月から4月の冬期は休館。
- 瑞穂ダム[17]

### 出身の有名人
- 足利健亮（地理学者、京都大学教授）
- 遠藤ミマン（画家）
- 小野塚勝（北海道テレビ放送（HTB）解説委員）
- 中尾則幸（元参議院議員、現北海道メディアポート社長）
- 橋本聖子（元スピードスケート選手、参議院議員）
- 正木はじめ（演歌歌手）
- 松浦栄（政治家・法学者）
- 松浦昭（政治家）
- 松浦保（経済学者）

### ゆかりのある有名人
- 谷村志穂（作家）※父親の出身地